# Laetamur Admodum
Laetamur Admodum (Latijn voor Tot onze grote vreugde) is een encycliek van paus Pius XII van 1 november 1956, waarin de paus zijn grote vreugde uitspreekt over het gevolg dat is gegeven aan zijn eerdere oproep (in de encycliek Luctuosissimi Eventus van drie dagen daarvoor) om te bidden voor vrede en veiligheid voor het Hongaarse volk, na de Hongaarse Opstand. God heeft die gebeden verhoord, want de Hongaarse primaat József kardinaal Mindszenty is uit gevangenschap bevrijd, terwijl ook in Polen de gevangengenomen aartsbisschop van Gnesen en Warschau Stefan Wyszyński is vrijgelaten. De paus koestert op grond van deze gebeurtenissen de hoop dat de rust voor de volkeren van Polen en Hongarije zal wederkeren, gegrondvest op gezondere beginselen en een betere wetgeving, maar vooral op de eerbiediging van de rechten van God en van de Kerk
Nu de eerste gebedsinspanning zo succesvol is gebleken, wil de paus graag dat de gelovigen nu hun gebedsintenties richten op de situatie in Palestina, waar de samenleving ook door geweld en oorlog wordt bedreigd:
Laten allen en vooral degenen, in wier handen het lot der volkeren is gelegd zich rekenschap er van geven, dat uit een oorlog nooit een blijvend heil kan voortkomen, doch veeleer veel schade en kwaad. Niet door wapenen, niet door bloed vergieten, niet door verwoestingen, worden de kwesties tussen de mensen opgelost, maar door middel van verstand, recht, vooruitzien en billijkheid. Wanneer de deskundigen door het verlangen naar waarachtige vrede gedreven bijeenkomen om over vraagstukken van zulk een ernst te beraadslagen, zullen zij ongetwijfeld de voorkeur geven aan de weg der rechtvaardigheid in plaats van zich te wagen op het hellend vlak van het geweld, als zij zich de grote gevaren van een oorlog voor ogen houden, die uit een kleine vonk zulk een enorme brand kan veroorzaken
Drie dagen na het verschijnen van deze encycliek, vielen Russische troepen Hongarije binnen en maakten een einde aan de opstand. Dit was op 5 november 1956 aanleiding voor een volgende encycliek van paus Pius XII: Datis Nuperrime waarin hij het optreden van de Sovjet-Unie scherp veroordeelde.